# Juan Fernández Albarrán
Juan Fernández Albarrán (Toluca, México, 10 de enero de 1901 - México, D. F., 27 de marzo de 1972) fue un político y abogado mexicano afiliado al Partido Revolucionario Institucional. Fue gobernador del Estado de México de 1963 a 1969.

## Primeros años
Juan Fernández Albarrán nació el 11 de enero de 1901 en Toluca, Estado de México. Estudió desde la primaria hasta la preparatoria en Toluca. Posteriormente se mudó a la Ciudad de México para estudiar derecho en la Facultad de Jurisprudencia de la Universidad Nacional Autónoma de México.
Fue agente del Ministerio público y posteriormente fue juez. Llegó a ser magistrado del Tribunal Superior de Justicia del estado de Veracruz y del estado de Durango. Fue secretario general de gobierno del Estado de México durante la gubernatura de Wenceslao Labra García, de 1937 a 1941. También fue oficial mayor del departamento agrario.

## Trayectoria política
Fue presidente municipal de Toluca de 1942 a 1943. También fue diputado federal de 1943 a 1946 en la XXXIX legislatura de la cámara en representación del distrito 7 del Estado de México. De 1952 a 1958 fue senador de la República en el Congreso de la Unión en la XLII y XLIII legislatura en representación del Estado de México.

## Gobernador del Estado de México
Fue elegido como gobernador del Estado de México en las elecciones estatales de 1963. Ejerció el cargo del 16 de septiembre de 1963 al 15 de septiembre de 1969. Durante su gubernatura fue construida la Escuela Normal Superior y el nuevo Palacio de Gobierno del Estado de México, transformando el edificio antiguo en el Palacio de Justicia del Estado de México. Adicionalmente llevó a cabo la remodelación de la rectoría de la Universidad Autónoma del Estado de México y del Palacio Municipal de Toluca e inició la construcción del Paseo Tollocan de la capital del estado.